# Acid folic

Acid folic (tức Vitamin B9 và Folacin), Folat (dạng anion) là các dạng hòa tan trong nước của vitamin B9, cần thiết cho dinh dưỡng hằng ngày của cơ thể người để thực hiện các quá trình sản sinh Tế bào mới. Nhu cầu về Acid Folic tăng cao ở phụ nữ mang thai và trẻ sơ sinh. Chất này có mặt trong nhiều loại thức ăn và cũng có thể có từ sản phẩm nhân tạo.

## Vai trò sinh học
Acid folic có vai trò sinh học trong việc tạo ra tế bào mới và duy trì chúng. Nó đặc biệt quan trọng trong giai đoạn phân chia và lớn lên nhanh của tế bào như ở trẻ sơ sinh và phụ nữ mang thai. Chất này cần thiết trong việc nhân đôi DNA và giúp tránh đột biến DNA vốn là một yếu tố gây ung thư.
Chính vì có tác dụng giúp tái tạo tế bào như vậy mà Acid folic có thể được sử dụng để phục hồi phục sinh lực cho các cơ quan nội tạng sau mỗi sự cố thiếu máu hay tổn thương nội mạng tế bào. Điển hình là việc Acid folic đã được đưa vào trong các sản phẩm dược phẩm và thực phẩm chức năng dành cho người đau thắt ngực và nhồi máu cơ tim. Khi bệnh nhân gặp tình trang đau thắt ngực có nghĩa là mạch máu của họ đã có xảy ra một số sự tắc nghẽn nhỏ do đó dẫn đến thiếu máu cơ tim một phần nhỏ. Và nếu cứ để tình trang này tiếp diễn thì khả năng xảy ra cơn nhồi máu cơ tim dẫn đến đột tử là rất cao. Vì vậy việc bổ sung Acid folic cho những đối tượng này là điều cần thiết và đúng đắn. Tuy nhiên số lượng cần bổ sung là khá ít vì nó còn liên quan tới vấn đề sau đây.
Việc thiếu acid folic làm chậm quá trình tổng hợp DNA và phân chia tế bào, ảnh hưởng đến các khu vực có sự tái tạo tế bào nhanh như ở tủy xương. Sự thiếu hụt acid folic làm chậm sự tổng hợp DNA, trong khi đó không ảnh hưởng đến quá trình tổng hợp RNA và protein, khiến tạo ra nhiều các tế bào hồng cầu lớn trong máu, gọi là nguyên hồng cầu to, gây ra sự thiếu hồng cầu bình thường và chứng bệnh thiếu máu nguyên hồng cầu to .

### Phụ nữ mang thai
Acid folic đặc biệt cần thiết cho tất cả các phụ nữ có ý định mang thai. Trong khoảng thời gian ngay trước và ngay sau khi thụ thai, cần ăn đủ acid folic, để bào thai được phát triển khỏe mạnh, tránh được các biến cố bào thai hay bệnh tật bẩm sinh nguy hiểm cho thai nhi.
Một trong các nguy cơ cho bào thai nếu thiếu acid folic là bệnh khuyết tật ống thần kinh . Bệnh này có thể gây ra sự hở xương sống, hở hộp sọ và thậm chí vô não. Nguy cơ này có thể giảm nếu uống thêm thuốc bổ trợ chứa acid folic, ngoài chế độ dinh dưỡng giàu acid folic bình thường .
Theo một số tài liệu, phụ nữ mang thai nên uống thêm khoảng 400 microgam acid folic từ thuốc bổ trợ hằng ngày, cùng với bữa ăn đầy đủ chất dinh dưỡng. Điều này giúp đạt được nhu cầu dinh dưỡng hằng ngày về acid folic cho phụ nữ mang thai là 600 microgam như trình bày bên dưới.

## Khuyến cáo dinh dưỡng